# Emil a tři dvojčata
Emil a tři dvojčata (1934, Emil und die drei Zwillinge) je povídka s detektivním motivem určená dětem, kterou napsal německý spisovatel Erich Kästner a ilustroval Walter Trier. Jde o pokračování autorovy knihy Emil a detektivové (1928, Emil und die Detektive) a odehrává se dva roky po událostech v této knize popisovaných.

## Obsah povídky
V povídce převážně vystupují postavy známé z prvního dílu. Čtrnáctiletý Emil Tischbein je pozván svým kamarádem s přezdívkou Profesor, aby s ním a dalšími chlapci strávil prázdniny v lázeňském městě Korlsbüttel u Baltského moře ve vile, kterou mu odkázala jeho prateta. Kromě nich tam budou ještě Profesorovi rodiče se služkou, Emilova sestřenice Pony a také Emilova babička. Chlapci se koupají a prožijí také dobrodružství při plavbě na plachetnici, se kterou uvíznou na písčině u malého ostrůvku a musí být po nich vyhlášeno pátrání.
Emilovi ale kazí radost z pobytu skutečnost, že jeho maminka se chce provdat za nadstrážmistra Jeschkeho. Představoval si totiž, že až vyroste, o maminku se postará sám, a je mu to líto. Netuší, že maminka považuje sice Jeschkeho za velmi milého muže, ale raději by s Emilem také zůstala sama. Uvědomuje si však, že Emil bude chtít dále studovat, a že by nemusela mít na jeho studia peníze.
V lázeňském hotelu vystupuje v rámci varietního představení akrobatické trio The three Byrons (Tři Byronové), otec se dvěma dvojčaty. Brzy se ale zjistí, že jde ve skutečnosti o Němce a že vůbec nejde o otce se syny. Jeden z chlapců jménem Pavel, se kterým tzv. pan Byron (ve skutečnosti se jmenuje Jinak) vystupuje, ale začíná příliš růst a přestává být pro akrobacii vhodný. Proto chce Jinak tajně z města prchnout, ponechat Pavla jeho osudu a namísto něho si sebou vzít nové (třetí) dvojče, malého pikolíka z hotelu. Ten naštěstí Emilovi a jeho přátelům vše řekne a oni se rozhodnou, že tomuto podlému činu zabrání a o Pavla se postarají. Dopadnou ho při útěku z města a pod pohrůžkou zavolání policie od něj vymůžou pro Pavla odstupné. Také pro Pavla uspořádají sbírku. Když pak zjistí, že se v místním kině bude promítat film Emil a detektivové, přihlásí se majiteli kina a dohodnou s ním, že za týdenní živé vystupování v kině po skončení filmu bude Pavlovi věnován výtěžek z prvního představení.
Mezitím babička z dopisu od své dcery zjistí, proč je Emil někdy tak smutný a promluví si s ním. Emil pochopí, že se maminka chce vdát i z lásky k němu a že on jí v tom z lásky k ní nemůže bránit.

## Česká vydání
- Emil a tři dvojčata, Karel Synek, Praha 1936, přeložil Karel Vlasák,
- Emil a tři dvojčata, SNDK, Praha 1959, přeložila Jitka Fučíková,
- Emil a detektivové, Emil a tři dvojčata, SNDK, Praha 1968, přeložila Jitka Fučíková, znovu Albatros, Praha 1979, 1985 a 1989.